# Elephants Dream
Elephants Dream é uma animação livre de curta-metragem criada por computador. Produzido em setembro de 2005, o filme foi desenvolvido pela antiga Orange Open Movie Project com uma equipe de sete artistas e realizadores de desenhos animados em torno do mundo.

## Visão geral

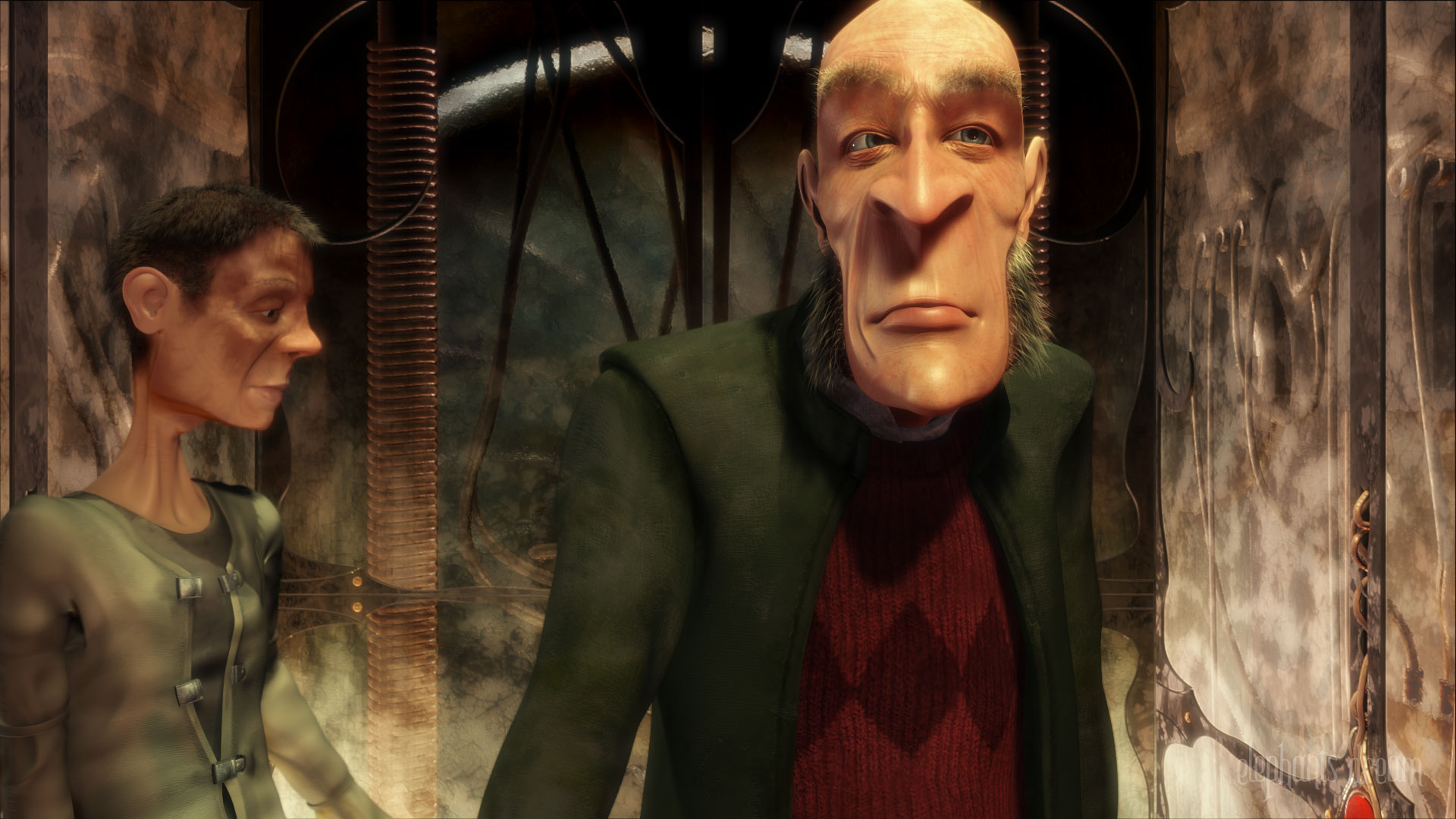
Cena da animação com os personagens, Emo e Proog.

A película foi primeiro anunciada em Maio de 2005 por Ton Roosendaal, presidente da Blender Foundation. Modelagem 3D, animação e renderização foram parte dos softwares usados na criação do filme. O projeto era em conjunto financiado pela Blender Foundation e o Instituto de Arte dos Países Baixos. A Fundação levantou muito de seus fundos com pré-venda do DVD. Todos que compraram pré-venda antes de 1 de Setembro têm seu nome listado nos créditos da película. O volume de processamento para renderização do filme foi doada pelo Xseed de BSU, um Apple Inc. de 2,1 TFLOPS Xserve G5. O processamento levou 125 dias, consumindo até 2.8GB da memória para cada frame. Depois de completo o filme ficou com 11 minutos, ou 9 minutos e 30 segundos sem os créditos.

### Softwares usados
- Blender
- CinePaint
- GIMP
- Inkscape
- OpenEXR
- Python
- Seashore
- Subversion
- Reaktor (software proprietário)
- Twisted
- Verse protocol

## Personagens

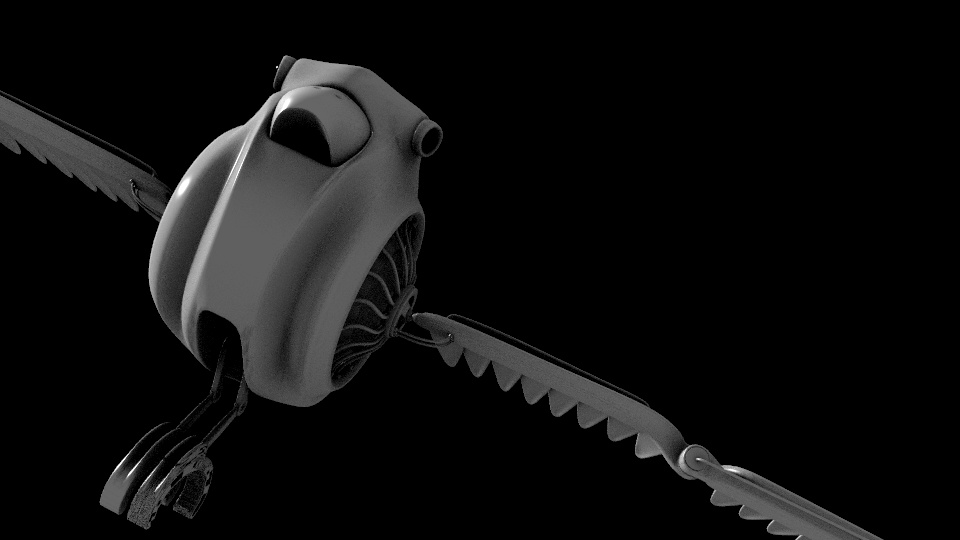
Jorma, o pássaro mecânico

Principais
- Emo
- Proog

Secundários
- Elmeri
- Harmi
- Jorma
- Kirppu
- Kurppa